# 日忠
日忠（1969年—），越南作曲家。自幼受到家庭熏陶走上音樂之路。畢業於河內音樂學院，受教於依雲、國勇、寶振等音樂家，並前往加利福尼亞藝術學院進修專業鋼琴與和聲。創作曲風多元，節奏輕快，同時在做古典和民謠化的嘗試。